# Teresa Ramonet Gas
Teresa Ramonet i Gas (Valencia, siglo XX - siglo XX) fue una humanista exiliada valenciana.

## Biografía
Teresa Ramonet Gas, hija de Ignacio Ramonet, estudió bachiller en la ciudad de Valencia durante la República y la Guerra Civil. Después estudiaría la carrera de Filosofía y Letras en los primeros años de la posguerra. Pertenece al colectivo de mujeres valencianas, jóvenes, que tuvieran que salir de España después de la Guerra Civil, una de las «exiliadas valencianas» con inquietudes políticas, de ideología de izquierdas. La guerra significó una mayor politización de las mujeres valencianas, de mayor incorporación a las organizaciones de izquierdas y sindicales y la aparición y consolidación de organizaciones específicas de mujeres: Unión de Chicas (Muchachas), Mujeres Libres… La Agrupación de Mujeres Antifascistas –iniciada el 1933, pero consolidada el 1936 después de estallar la guerra–, por ejemplo, se nutrirá en Valencia de estos colectivos femeninos republicanos.
Teresa Ramonet tenía, sin duda, inquietudes políticas. Fue educada en un ambiente de izquierdas, hecho que ocasionaría el desenlace posterior de la guerra, el exilio exterior con su familia. Tuvo que exiliarse voluntariamente a Buenos Aires (Argentina) con su familia, debido a la ideología de izquierdas. Trabajaría algunos años en la universidad… y después lo haría en la universidad de Aix-en-Provence, en Francia. Cuando Franco muere, Teresa vuelve a Valencia y reingresa en el Cuerpo municipal de archivos y bibliotecas. También trabajó algunos años en la Hemeroteca municipal de Valencia. Después marcha a Madrid y, de allá, otra vez en Buenos Aires con su hermana, donde residiría con su familia hasta la muerte.
Entre los recuerdos personales de Vicente Muñoz Suay –marido de Amaya Puelles– sobre Teresa Ramonet, de quién era gran amiga, escribe el 15 de marzo de 1982: «Teresa vino un par a veces la semana pasada. Un poco desmejorada. Hoy ha vuelto. No está bien. Satisfecha porque su hermana viene en mayo. Angustiada porque viene. Se  va jueves a Madrid». Por otro lado, durante toda la vida Teresa colaboró con varias revistas y periódicos. Sin embargo, no pudo dedicarse a su gran pasión, la literatura. Ejemplo de la tarea periodística es un artículo titulado «Réquiem por una casa», en Tribuna Libre, Levante (1979), sobre la penosa situación en que se encontraba la casa de Blasco Ibáñez por estas fechas.